# Jardel Nazaré
Jardel Rodrigues Afonso Nazaré (São Tomé, 16 maggio 1995) è un ex calciatore saotomense, di ruolo difensore.

## Carriera

### Club
Ha giocato nella prima divisione lituana ed in quella georgiana.

### Nazionale
Nel 2019 ha esordito in nazionale.

## Statistiche

### Cronologia presenze e reti in nazionale
| Cronologia completa delle presenze e delle reti in nazionale ― São Tomé e Príncipe | Cronologia completa delle presenze e delle reti in nazionale ― São Tomé e Príncipe | Cronologia completa delle presenze e delle reti in nazionale ― São Tomé e Príncipe | Cronologia completa delle presenze e delle reti in nazionale ― São Tomé e Príncipe | Cronologia completa delle presenze e delle reti in nazionale ― São Tomé e Príncipe | Cronologia completa delle presenze e delle reti in nazionale ― São Tomé e Príncipe | Cronologia completa delle presenze e delle reti in nazionale ― São Tomé e Príncipe | Cronologia completa delle presenze e delle reti in nazionale ― São Tomé e Príncipe |
| Data                                                                               | Città                                                                              | In casa                                                                            | Risultato                                                                          | Ospiti                                                                             | Competizione                                                                       | Reti                                                                               | Note                                                                               |
| ---------------------------------------------------------------------------------- | ---------------------------------------------------------------------------------- | ---------------------------------------------------------------------------------- | ---------------------------------------------------------------------------------- | ---------------------------------------------------------------------------------- | ---------------------------------------------------------------------------------- | ---------------------------------------------------------------------------------- | ---------------------------------------------------------------------------------- |
| 13-11-2019                                                                         | Omdurman                                                                           | Sudan                                                                              | 4 – 0                                                                              | São Tomé e Príncipe                                                                | Qual. Coppa d'Africa 2021                                                          | -                                                                                  | 25’                                                                                |
| 18-11-2019                                                                         | São Tomé                                                                           | São Tomé e Príncipe                                                                | 0 – 1                                                                              | Ghana                                                                              | Qual. Coppa d'Africa 2021                                                          | -                                                                                  |                                                                                    |
| 13-11-2020                                                                         | Johannesburg                                                                       | Sudafrica                                                                          | 2 – 0                                                                              | São Tomé e Príncipe                                                                | Qual. Coppa d'Africa 2021                                                          | -                                                                                  |                                                                                    |
| 16-11-2020                                                                         | Port Elizabeth                                                                     | São Tomé e Príncipe                                                                | 2 – 4                                                                              | Sudafrica                                                                          | Qual. Coppa d'Africa 2021                                                          | -                                                                                  |                                                                                    |
| 24-3-2021                                                                          | São Tomé                                                                           | São Tomé e Príncipe                                                                | 0 – 2                                                                              | Sudan                                                                              | Qual. Coppa d'Africa 2021                                                          | -                                                                                  |                                                                                    |
| 28-3-2021                                                                          | Cape Coast                                                                         | Ghana                                                                              | 3 – 1                                                                              | São Tomé e Príncipe                                                                | Qual. Coppa d'Africa 2021                                                          | -                                                                                  |                                                                                    |
| Totale                                                                             |                                                                                    | Presenze                                                                           | 6                                                                                  |                                                                                    | Reti                                                                               | 0                                                                                  |                                                                                    |

## Palmarès

### Club

#### Competizioni nazionali
- Coppa di Lituania: 1

Stumbras: 2017
- Supercoppa di Georgia: 1

Saburtalo Tbilisi: 2020